# Roger de Meuland
Roger de Meuland (auch Meuleng, Meulent oder Molend; auch Master Longespée) (* um 1215; † 16. Dezember 1295) war ein englischer Geistlicher. Ab 1257 war Bischof von Coventry und Lichfield.

## Herkunft und Wahl zum Bischof
Die genaue Herkunft von Roger de Meuland ist ungeklärt, allerdings war er ein Verwandter von König Heinrich III. Der Chronist Matthew Paris nannte ihn Master Longespée, was darauf schließen lässt, dass er ein Sohn von William Longespée, 3. Earl of Salisbury, einem Onkel des Königs war. Für diese Vermutung gibt es aber keine Belege. Auch die Herkunft seines Beinamens Meuland bzw. Meuleng, Meulent oder Molend ist unklar. Vermutlich bezieht sich der Name auf das nordfranzösische Meulan, wo Roger möglicherweise geboren wurde oder wo er aufwuchs. Noch 1282 wurde ihm von Erzbischof John Pecham vorgehalten, er solle einen Vertreter ernennen, der der Sprache seiner Diözese mächtig sei. Dies ist vielleicht ein Hinweis dafür, dass Meuland wegen seiner Jugend in Frankreich vielleicht zeitlebens der englischen Sprache nicht mächtig war. Ansonsten ist bis 1257 über Meuland fast nichts bekannt. Er war Kanoniker an der Kathedrale von Lichfield und Päpstlicher Kaplan, als er im Januar 1257 dank des Einflusses von Richard von Cornwall, einem Bruder des Königs, zum Bischof der Diözese Lichfield und Coventry gewählt wurde. Als Vertreter des englischen Klerus begleitete Meuland dann Richard, als dieser nach Deutschland zog, wo er zum römisch-deutschen König gewählt worden war. Dann kehrte Meuland nach England zurück, wo er am 10. März 1258 zum Bischof geweiht wurde. Dann kehrte er im selben Jahr wieder zu Richard von Cornwall nach Deutschland zurück. Gegen Ende des Jahres reiste er mit Richard nach England zurück.

## Politische Tätigkeit

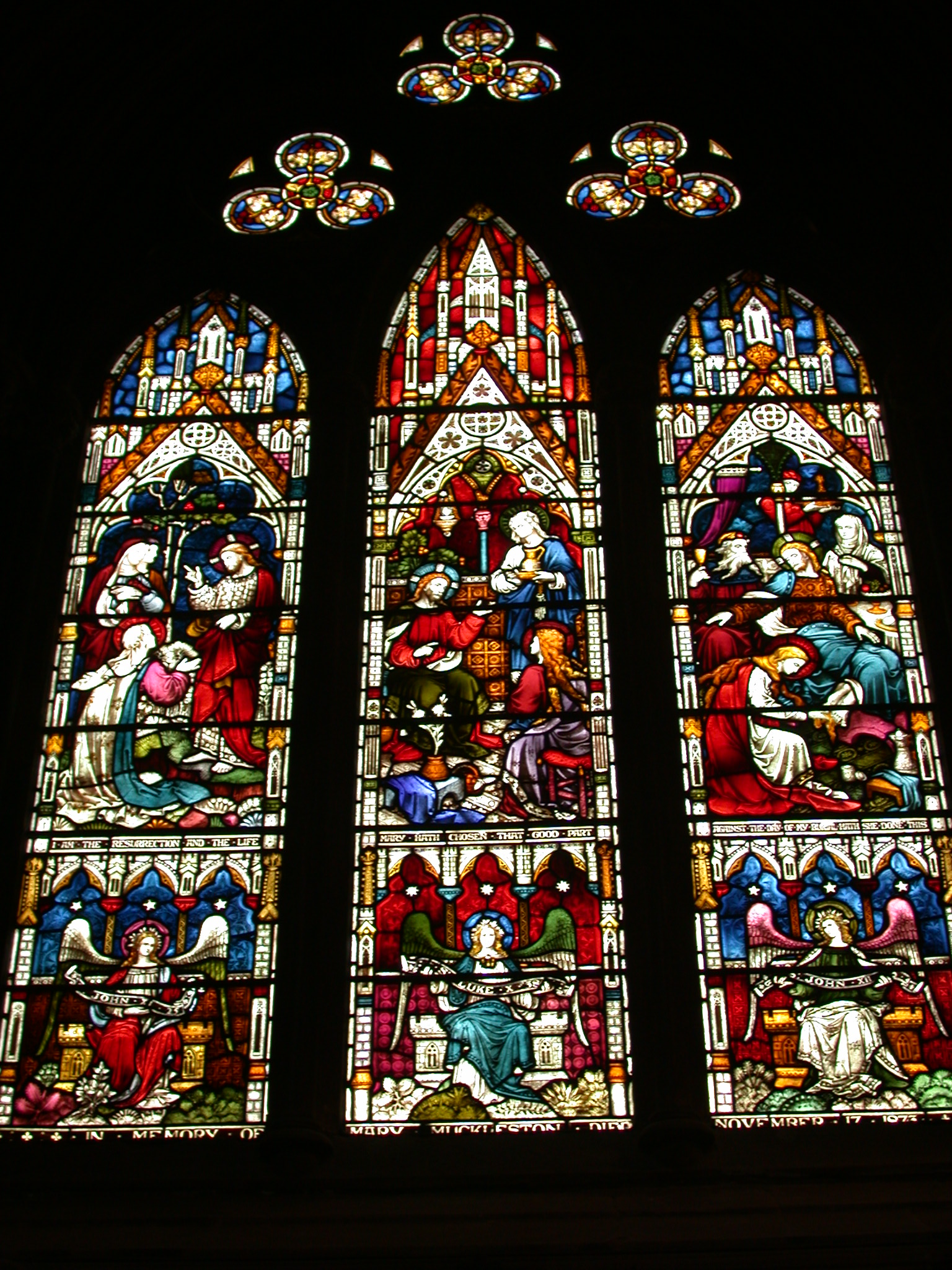
Eines der Fenster der Kathedrale von Lichfield, die während Meulands Amtszeit entstanden sind

Wie bereits mehrere seiner Amtsvorgänger als Bischof von Coventry und Lichfield gehörte Meuland ab 1258 im Auftrag des Königs häufig zu den Unterhändlern, die mit den rebellischen walisischen Fürsten verhandelten. Im Konflikt des Königs mit einer Adelsopposition, der schließlich zum offenen Krieg der Barone gegen den König führte, unterstützte Meuland im Gegensatz zu vielen anderen Bischöfen den König. Trotz seiner Verwandtschaft mit Heinrich III. hatte er jedoch keinen großen Einfluss auf dessen Politik. Ab 1259 kam es sogar zu einem heftigen Streit zwischen dem König und Meuland, als dieser versuchte, die royal free chapels, die königlichen Eigenkirchen im Gebiet seiner Diözese unter seine bischöfliche Aufsicht zu stellen. Endgültig beigelegt wurde dieser Streit erst 1281, als Meuland auf seine Ansprüche verzichten musste. Im Juli 1263 ermächtigte ihn der König, zusammen mit Bischof Richard of Gravesend von Lincoln und Bischof Henry of Sandwich von London eine Einigung mit Simon de Montfort, dem Führer der Adelsopposition zu schließen. Wohl eher wegen der Macht von Montfort als aus politischer Überzeugung musste Meuland dabei die Wiederanerkennung der Provisions of Oxford akzeptieren. Im März 1264 vertrat Meuland den König bei den letzten Verhandlungsversuchen, bevor es zu offenen bewaffneten Auseinandersetzungen mit der Adelsopposition unter Montfort kam. Nach dem Sieg der Adelsopposition über den König in der Schlacht von Lewes kooperierte Meuland mit der von Montfort geführten Regierung der Barone. Im Dezember 1264 vermittelte er eine Einigung mit den rebellischen walisischen Marcher Lords. Trotz dieser Zusammenarbeit wurde er, anders als mehrere andere Bischöfen, nach dem Sieg der königlichen Partei in der Schlacht von Evesham im August 1265 nicht von seinem Amt suspendiert. Nach dem Tod von Heinrich III. 1272 hatte Meuland unter dessen Sohn und Nachfolger Eduard I. trotz ihrer Verwandtschaft keine politische Bedeutung mehr und diente auch nicht mehr als Unterhändler mit den walisischen Fürsten.

## Tätigkeit als Bischof
Inwieweit Meuland seinen Aufgaben als Bischof nachkam, ist umstritten. Er war der erste Bischof seiner Diözese, während dessen Amtszeit ein Urkundenregister angelegt wurde, dass allerdings nicht erhalten ist. Wohl auch, um Günstlinge von ihm zu versorgen, schuf er drei neue Benefiziate, wobei er für eines den Grundbesitz selbst erworben hatte. Außerdem ließen er oder seine Beamten mindestens fünf Pfarrhäuser bauen oder vergrößern. Vor allem aber wurden während seiner Amtszeit das Langhaus und der untere Teil der Westfassade der Kathedrale von Lichfield neu errichtet, wofür er offenbar die Mittel beschaffte oder bereitstellte. Wahrscheinlich beeinflusste er auch die Gestaltung der Kathedrale, denn die Fenster des Obergadens wurden nach dem Vorbild des Triforiums von Westminster Abbey gestaltet, die kurz zuvor von Heinrich III. errichtet worden war. Eine von Meulands letzten Amtshandlungen war der Erlass neuer Statuten für das Kathedralkapitel von Lichfield. Andererseits kritisierte Erzbischof John Pecham nach einer Visitation der Diözese Coventry und Lichfield in einem Brief an Meuland 1282 zahlreiche Missstände, um die sich Meuland als Bischof nicht kümmern würde. So soll er die Zweckentfremdung von Kirchenbesitz zugelassen haben und sogar Inzest geduldet haben. Da er nicht in dem Gebiet seiner Diözese leben würde, solle er einen Suffraganbischof als Vertreter ernennen. Allerdings war Meuland zum Zeitpunkt der Visitation bereits ein alter, kränklicher Mann, der dreizehn Jahre später im hohen Alter starb.